# Spiritus, anima, corpus
Spiritus, anima, corpus (expression latine signifiant « esprit, âme, corps ») est une conception philosophique et théologique définissant les trois constituants essentiels de l'Homme. Elle est exposée notamment chez Saint Augustin en référence à un enseignement donné par Paul de Tarse aux thessaloniciens dans sa première épître. Cette conception de l'homme, connue dans l'antiquité, a été utilisée durant le Moyen Âge et a encore cours chez certains théologiens. Les auteurs ont différemment compris et analysé le sens de ces trois termes (nommée parfois trichromie ou anthropologie tripartite) qui posent la question d'une distinction claire entre esprit et âme. Étendue par René Guénon à l'ensemble des êtres vivants cette « division ternaire » est soutenue par le pérennialisme. Elle connait actuellement un renouveau dans les courants pentecôtistes charismatiques.

## Citations
• "Que le Dieu de la paix vous conduise lui-même à une sainteté totale et que tout votre être, l'esprit, l'âme et le corps, soit conservé irréprochable lors du retour de notre Seigneur Jésus-Christ!" (Traduction Segond21) ; « Que le Dieu de paix vous sanctifie lui-même tout entiers, et que tout votre être, l’esprit, l’âme et le corps, soit conservé irrépréhensible, lors de l’avènement de notre Seigneur Jésus-Christ ! » et « Que le Dieu de la paix vous sanctifie totalement, et que votre être entier, l’esprit, l’âme et le corps, soit gardé sans reproche à l’avènement de notre Seigneur Jésus Christ » (1 Thess. 5, 23, trad. de la Bible de Jérusalem)
• « La trichotomie spiritus, anima, corpus est alors le décalque de la trichotomie paulinienne (I Thess. V, 23) »
• « Augustin ne se contente pas de poser trois constituants de l'homme : spiritus, anima, corpus ... » 
• Lire en ligne (Google livres) : Etienne Gilson, Introduction à l'étude de saint Augustin, Volume 11 , 1982, p. 56
• « Augustin connaît la trichotomie spiritus, anima, corpus , mais signale que souvent anima désigne chez l'homme ce que dit le couple anima-corpus de cette trichotomie » (Edouard-Henri Weber, La personne humaine au XIIIe siècle: l'avènement chez les maîtres parisiens de l'acception moderne de l'homme, p. 21, en note 21)

• « La division ternaire est la plus générale et en même temps la plus simple qu’on puisse établir pour définir la constitution d’un être vivant, et en particulier celle de l’homme, car il est bien entendu que la dualité cartésienne de l’« esprit » et du « corps », qui s’est en quelque sorte imposée à toute la pensée occidentale moderne, ne saurait en aucune façon correspondre à la réalité ; nous y avons déjà insisté assez souvent ailleurs pour n’avoir pas besoin d’y revenir présentement. La distinction de l’esprit, de l’âme et du corps est d’ailleurs celle qui a été unanimement admise par toutes les doctrines traditionnelles de l’Occident, que ce soit dans l’antiquité ou au moyen âge » (La Grande Triade, René Guénon)
• « Ce verset [1 Thess. 5, 23] est passé dans certains textes liturgiques : ainsi, dans le Liber mozarabes saeramentorum (Férotin, n° 18) ; ainsi encore, dans la Liturgie romaine d’aujourd’hui (Lectio brebis des Complies du jeudi). Cependant, il semble avoir embarrassé nombre de commentateurs modernes, qui prennent peine, de diverses manières, comme si c’était pour eux une obligation, à lui enlever toute portée. »(Henri de Lubac, Théologie dans l’Histoire, tome I. La lumière du Christ, II. Anthropologie tripartite, 1  Saint Paul : corps, âme, esprit, p. et p. 115-116)